# آسیاتک
شرکت انتقال داده های آسیاتک ، یک شرکت ارائه کننده خدمات اینترنتی  دارای پروانه (UNSP) به معنای پروانه‌ی ایجاد شبکه و خدمات ارتباطی در ایران است و دفتر مرکزی آن در خیابان میرعماد تهران قرار دارد. آسیاتک در سال ۱۳۸۲ تأسیس شد و در سال ۱۳۹۴ پروانه FCP خود را به شماره ۱۶-۹۴-۱۰۰ از وزارت ارتباطات و فناوری اطلاعات جمهوری اسلامی ایران دریافت کرد. این شرکت ارائه دهنده خدماتی از جمله ارائه پورت بر روی بستر ADSL، وایرلس، فیبر نوری و همچنین خدمات تلفن ثابت و خدمات مشابه است.
آسیاتک در شهرهای مختلف ایران مشغول به کار می‌باشد و یکی از ارائه دهندگان دیتا سنتر (IDC) نیز می‌باشد. این شرکت سرورهای اصلی خود را در شرکت ارتباطات زیرساخت مستقر کرده‌ است.و در شهرهای تهران ، مشهد ، شیراز و اصفهان مگا دیتاسنترهای خود را به بهره برداری رسانده است.
از شرکت‌های زیرمجموعه می‌توان به شرکت ابر آسیاتک (عصر داده‌های آسیاتک) اشاره کرد که به ارائه خدمات ابری همچون سرور ابری، سرور مجازی، خدمات CDN و غیره می‌پردازد.
دیتاسنتر اصلی این شرکت در برج میلاد تهران قرار دارد که یکی از بزرگ‌ترین دیتاسنتر های کشور است. ظرفیت دیتاسنتر برج میلاد در مجموع حدود ۲۶۰ رک است که در فضایی به مساحت ۷۰۰۰ متر مربع در تراز ۲۸۴ و منفی ۱۰ برج میلاد قرار دارد. دیتاسنتر آسیاتک در برج میلاد همچنین دارای ۴۰ دستک مخابراتی با ظرفیت ۱۶۰ لینک در تراز ۲۹۷ برج میلاد است 